# Branthwaite Edge
Branthwaite Edge – wieś w Anglii, w Kumbrii. Leży 47 km na południowy zachód od miasta Carlisle i 410 km na północny zachód od Londynu.